# Produttori Associati
La Produttori Associati è stata una casa discografica italiana fondata da Antonio Casetta e attiva tra il 1970 e il 1977 in Italia.
Dal 2015 Simone Casetta ne riutilizza il marchio per caratterizzare produzioni multi-mediali e per ripubblicare le matrici musicali rimaste di proprietà.

## Storia della Produttori Associati
La Produttori Associati fu una casa discografica creata nel 1970 da Antonio Casetta, e fu un frutto della trasformazione delle precedenti Bluebell e Belldisc e dell'acquisizione di alcune case discografiche minori.
Per quel che riguarda la distribuzione fu firmato un accordo con la Ricordi che, al momento del fallimento della Produttori Associati, ne rilevò il catalogo.
Tra i collaboratori che Casetta chiamò a collaborare ci fu Roberto Dané con cui aveva già lavorato alla Bluebell, il suo assistente di produzione era allora Luca Rossi che ha ricostituito con Simone Casetta (figlio di Antonio) la Produttori Associati nel 2015.
Nell'ultimo periodo della sua vita la Produttori Associati ha pubblicato alcuni dischi di jazz, in particolare la serie "Meets", costituita dalla registrazione di incontri tra grandi jazzisti come Gerry Mulligan, Enrico Intra, Jean-Luc Ponty, Lee Konitz, Manuel De Sica, Warne Marsh e Giorgio Gaslini, la serie era curata da Franco Fayenz e le copertine erano ideate e realizzate da Caesar Monti (nome d'arte di Cesare Montalbetti, il fratello di Pietruccio dei Dik Dik) e da sua moglie Wanda.
Da notare nella sua produzione i dischi dei gruppi progressive Duello Madre  e Maxophone, oltre a numerosi dischi di Fabrizio De André ed altri artisti come Pino Donaggio, gli Alunni del Sole e Massimo Bubola.
Per alcuni anni, la casa ha avuto una sussidiaria negli Stati Uniti, la Produttori Associati USA, o semplicemente PAUSA.
Il più notevole successo di vendita della Produttori Associati, per quello che riguarda i 45 giri, fu senza dubbio Feelings, cantata dal brasiliano Morris Albert, che comunque non riuscì a salvare la casa discografica dalla crisi finanziaria, dovuta al fatto che Ricordi operò un'azione di aggiotaggio ai danni della Produttori Associati, non versando alle date stabilite il denaro dovuto per contratto come garantito per il catalogo distribuito, e successivamente comunicando ad artisti e fornitori in via confidenziale che Produttori Associati sarebbe stata insolvente.
Questo avveniva proprio nel momento in cui Casetta aveva investito molto denaro per la costruzione degli Stone Castle Studios di Carimate (Como), studio di registrazione all'avanguardia situato all'interno del castello di Carimate e che fu inaugurato nel 1977, poco prima del fallimento della casa discografica, avvenuto in dicembre.
Tra i numerosi dischi pubblicati sicuramente quello che desta più curiosità è l'album del trio di chitarristi Franchi-Giorgetti-Talamo Il vento ha cantato per ore tra i rami dei versi d'amore, non per la musica, che è un progressive acustico comunque piacevole, ma per la copertina del disco, progettata da Gianni Greguoli, che sulla facciata conteneva in rilievo quattro bustine trasparenti contenenti bulloni, terra e un peperoncino.
Il marchio Produttori Associati dal 2015 è stato di nuovo utilizzato da Simone Casetta, figlio del fondatore Antonio, per caratterizzare produzioni multi-mediali. I brani e gli album che costituiscono i cataloghi musicali non ceduti allora alla Dischi Ricordi verranno nel tempo ripubblicati e distribuiti sul mercato: il grande jazz di Gerry Mulligan, Jean-Luc Ponty, Giorgio Gaslini, Enrico Intra, Guido Manusardi, Red Mitchell, Thad Jones, Mel Lewis e Manuel De Sica, insieme ad altri inediti di grandi autori saranno di nuovo disponibili.

## I dischi pubblicati
Per la datazione ci si basa a quanto sull'etichetta del disco, o sul vinile o, infine, sulla copertina, qualora nessuno di questi elementi avesse una datazione, ci si basa sulla numerazione del catalogo, se esistenti, di riportano oltre all'anno il mese e il giorno (quest'ultimo dato si trova, a volte, stampato sul vinile).
L'album degli Alunni del Sole Dove era lei a quell'ora, pur avendo un numero di catalogo inferiore a Non al denaro non all'amore né al cielo di De André, fu pubblicato sei mesi dopo: questo perché la sua uscita fu bloccata dalla casa discografica.
Il disco, infatti, era stato registrato con gli arrangiamenti del jazzista Giorgio Gaslini che, però, vennero giudicati poco commerciali, per cui il gruppo fu costretto a ritornare in sala d'incisione e a reincidere nuovamente le canzoni del concept album, il numero di catalogo previsto, però, non venne cambiato.

### 33 giri - Serie PA
| Numero di catalogo | Anno            | Interprete                             | Titoli                                                               |
| ------------------ | --------------- | -------------------------------------- | -------------------------------------------------------------------- |
| PA/LP 01           | 1970            | Giorgio Gaslini Quartet                | Africa! (ristampa dal catalogo Bluebell - Serie OFF)                 |
| PA/LP 02           | 1970            | Giorgio Gaslini Big Band               | Newport in Milan                                                     |
| PA/LP 30           | 1970            | I Barrittas                            | Messa Folk (ristampa dal catalogo Bluebell del La messa dei giovani) |
| PA/LP 32           | 1970            | Fabrizio De André                      | Tutti morimmo a stento (ristampa dal catalogo Bluebell)              |
| PA/LP 33           | 1970            | Fabrizio De André                      | Volume 3º (ristampa dal catalogo Bluebell)                           |
| PA/LP 34           | Novembre 1970   | Fabrizio De André                      | La buona novella                                                     |
| PA/LP 35           | Dicembre 1970   | Leone Tieri                            | Un fiore sulla mondezza                                              |
| PA/LP 36           | 1971            | Louiselle                              | Louiselle                                                            |
| PA/LP 37           | 1971            | Salis                                  | Sa vida ita est                                                      |
| PA/LPS 39          | 1971            | Fabrizio De André                      | Vol. 1º (ristampa dal catalogo Bluebell)                             |
| PA/LP 40           | Dicembre 1971   | Fabrizio De André                      | Non al denaro non all'amore né al cielo                              |
| PA/LP 38           | 30 maggio 1972  | Alunni del Sole                        | Dove era lei a quell'ora                                             |
| PA/LP 43           | 1972            | Gianni Siviero                         | Gianni Siviero                                                       |
| PA/LP 44           | 1972            | Franchi-Giorgetti-Talamo               | Il vento ha cantato per ore tra i rami versi d'amore                 |
| PA/LP 46           | 1973            | Orchestra Spettacolo Casadei           | La mazurka di periferia                                              |
| PA/LP 47           | 1973            | Duello Madre                           | Duello Madre                                                         |
| PA/LP 48           | 1973            | Giorgio Gaslini                        | Favola pop                                                           |
| PA/LP 49           | 1973            | Fabrizio De André                      | Storia di un impiegato                                               |
| PA/LP 50           | 8 novembre 1973 | Alunni del Sole                        | ...E mi manchi tanto                                                 |
| PA/LP 51           | 1973            | Jean-Luc Ponty e Giorgio Gaslini       | Fabbrica occupata                                                    |
| PA/LP 52           | 1974            | Fabrizio De André                      | Canzoni                                                              |
| PA/LP 53           | 1974            | Alunni del Sole                        | Jenny e la bambola                                                   |
| PA/LP 54           | 1975            | Fabrizio De André                      | Vol. 8                                                               |
| PA/LP 55           | 1975            | Alunni del Sole                        | Raccolta di successi                                                 |
| PA/LP 56           | 1975            | Gian Piero Reverberi                   | Reverberi                                                            |
| PA/LP 57           | 1975            | Maxophone                              | Maxophone                                                            |
| PA/LP 60/2         | 1976            | Gerry Mulligan e Enrico Intra          | Gerry Mulligan meets Enrico Intra                                    |
| PA/LP 63           | 1976            | Thad Jones, Mel Lewis e Manuel De Sica | Jones & Lewis meet Manuel De Sica                                    |
| PA/LP 64           | 1976            | Jean-Luc Ponty e Giorgio Gaslini       | Jean-Luc Ponty meets Giorgio Gaslini                                 |
| PA/LP 65           | 1976            | Morris Albert                          | Morris Albert                                                        |
| PA/LP 66           | 1976            | Alunni del Sole                        | Le maschere infuocate                                                |
| PA/LP 67           | 1976            | Gian Piero Reverberi                   | Timer                                                                |
| PA/LP 68           | 1976            | Cappuccino                             | Cappuccino                                                           |
| PA/LP 69           | 1976            | Massimo Bubola                         | Nastro giallo                                                        |
| PA/LP 70           | 1976            | Randy Weston                           | Randy Weston meets Himself                                           |
| PA/LP 72           | 1976            | Lee Konitz e Warne Marsh               | Lee Konitz meets Warne Marsh (again)                                 |
| PA/LP 73           | 1976            | Red Mitchell e Guido Manusardi         | Red Mitchell meets Guido Manusardi                                   |
| PA/LP 74           | Dicembre 1976   | Pino Donaggio                          | Certe volte...                                                       |
| PA/LP 75           | 1977            | Donatella Rettore                      | Donatella Rettore                                                    |
| PA/LP 76           | 1977            | Alunni del Sole                        | 'A canzuncella                                                       |
| PA/LP 77           | 1977            | Gian Piero Reverberi                   | Stairway to Heaven                                                   |

### 33 giri - Serie PAF
| Numero di catalogo | Anno | Interprete                   | Titoli                                   |
| ------------------ | ---- | ---------------------------- | ---------------------------------------- |
| PAF/LP 3003        | 1973 | Orchestra Spettacolo Casadei | Ciao mare                                |
| PAF/LP 3010        | 1974 | Piergiorgio Farina           | Il violino d'amore di Piergiorgio Farina |
| PAF/LP 3013        | 1975 | Piergiorgio Farina           | Violino d'amore                          |
| PAF/LP 3016        | 1976 | Orchestra Spettacolo Casadei | Concerto popolare                        |
| PAF/LP 3017        | 1977 | Piergiorgio Farina           | Tempo di rock                            |

### 33 giri - Serie Canadian-American
| Numero di catalogo | Anno | Interprete     | Titoli                                                                             |
| ------------------ | ---- | -------------- | ---------------------------------------------------------------------------------- |
| PA/CAN-LPS 701     | 1970 | Santo & Johnny | Tenderly (ristampa dal catalogo Bluebell - Etichetta Canadian-American)            |
| PA/CAN-LPS 702     | 1970 | Santo & Johnny | Io per lei (ristampa dal catalogo Bluebell - Etichetta Canadian-American)          |
| PA/CAN-LPS 703     | 1970 | Santo & Johnny | Le canzoni del mare (ristampa dal catalogo Bluebell - Etichetta Canadian-American) |
| PA/CAN-LPS 704     | 1970 | Santo & Johnny | Maria Elena (ristampa dal catalogo Bluebell - Etichetta Canadian-American)         |
| PA/CAN-LPS 705     | 1970 | Santo & Johnny | Hush (ristampa dal catalogo Bluebell - Etichetta Canadian-American)                |
| PA/CAN-LPS 706     | 1971 | Santo & Johnny | Guide to Love                                                                      |
| PA/CAN-LPS 707     | 1971 | Santo & Johnny | Memories                                                                           |
| PA/CAN-LPS 708     | 1971 | Santo & Johnny | Adagio by Santo & Johnny                                                           |
| PA/CAN-LPS 709     | 1972 | Santo & Johnny | Classics by Santo & Johnny                                                         |
| PA/CAN-LPS 710     | 1972 | Santo & Johnny | Il padrino e altri famosi temi da films                                            |
| PA/CAN-LPS 711     | 1973 | Santo & Johnny | 711                                                                                |
| PA/CAN-LPS 712     | 1974 | Santo & Johnny | Dance, Dance, Dance                                                                |
| PA/CAN-LPS 713     | 1975 | Santo & Johnny | Disco d'oro                                                                        |
| PA/CAN-LPS 714     | 1975 | Santo & Johnny | Santo & Johnny                                                                     |
| PA/CAN-LPS 715     | 1977 | Santo & Johnny | Santo & Johnny                                                                     |

### 45 giri
| Numero di catalogo | Anno             | Interprete                   | Titoli                                                                                            |
| ------------------ | ---------------- | ---------------------------- | ------------------------------------------------------------------------------------------------- |
| PA/NP 3177         | 1970             | Fabrizio De André            | Preghiera in gennaio/Si chiamava Gesù (ristampa dal catalogo Bluebell)                            |
| PA/NP 3178         | 1971             | Melissa                      | Apparizione/Dove muore la città                                                                   |
| PA/NP 3179         | 1971             | Antonio Gregori              | Principessa/Una leggenda                                                                          |
| PA/NP 3181         | 1971             | Maria Grazia                 | Paure e speranze/Uomo                                                                             |
| PA/NP 3182         | 1971             | Anna Marchetti               | Un'emozione/Al mio paese                                                                          |
| PA/NP 3184         | 1971             | Alunni del Sole              | Ritorna fortuna/Ombre di luci                                                                     |
| PA/NP 3185         | 13 aprile 1971   | Alunni del Sole              | Isa... Isabella/Collane di conchiglie                                                             |
| PA/NP 3186         | 1971             | Cinzia De Carolis            | Compagno mio/Il ballo della farfalla                                                              |
| PA/NP 3187         | 1971             | Fabrizio De André            | Bocca di rosa/Via del Campo (ristampa dal catalogo Bluebell)                                      |
| PA/NP 3188         | 1971             | Louiselle                    | Domani è festa/Senza le scarpe                                                                    |
| PA/NP 3189         | 1971             | Fabrizio De André            | La stagione del tuo amore/Spiritual (ristampa dal catalogo Bluebell)                              |
| PA/NP 3190         | 1971             | Maria Grazia                 | Dispiacere/Gli innamorati dell'amore                                                              |
| PA/NP 3192         | 1971             | I Salis                      | Matrimonio/Sorella morte                                                                          |
| PA/NP 3193         | 1971             | Fabrizio De André            | Carlo Martello ritorna dalla battaglia di Poitiers/Il testamento (ristampa dal catalogo Bluebell) |
| PA/NP 3194         | Settembre 1971   | Alunni del Sole              | Ombre di luci/Carezze                                                                             |
| PA/NP 3195         | 1971             | Alunni del Sole              | Un ricordo/Cosa voglio                                                                            |
| PA/NP 3196         | 1971             | Fabrizio De André            | Un matto/Un giudice                                                                               |
| PA/NP 3202         | 1971             | Fabrizio De André            | La canzone di Marinella/Amore che vieni, amore che vai (ristampa dal catalogo Bluebell)           |
| PA/NP 3204         | 1971             | Fabrizio De André            | La ballata del Miche'/La guerra di Piero (ristampa dal catalogo Bluebell)                         |
| PA/NP 3209         | 1972             | Alunni del Sole              | Fantasia/Fiori                                                                                    |
| PA/NP 3211         | 1972             | Fabrizio De André            | Il pescatore/Marcia nuziale (ristampa dal catalogo Liberty)                                       |
| PA/NP 3215         | 1972             | Franchi-Giorgetti-Talamo     | L'amore racconta/Troppo fredda la notte                                                           |
| PA/NP 3216         | 1972             | Fabrizio De André            | Suzanne/Giovanna d'Arco                                                                           |
| PA/NP 3218         | 1973             | Orchestra Spettacolo Casadei | Ciao mare/La marcialonga                                                                          |
| PA/NP 3219         | 1973             | Gianni Siviero               | Che faccio qui/Due grandi occhi scuri                                                             |
| PA/NP 3220         | 10 maggio 1973   | Alunni del Sole              | ...E mi manchi tanto/I ritornelli inventati                                                       |
| PA/NP 3221         | 1973             | Franchi-Giorgetti-Talamo     | In cinque m'han legato le mani/Lettera bianca                                                     |
| PA/NP 3224         | 1973             | Fabrizio De André            | Il bombarolo/Verranno a chiederti del nostro amore                                                |
| PA/NP 3225         | 1974             | Alunni del Sole              | Un'altra poesia/I ritornelli infantili                                                            |
| PA/NP 3227         | 1974             | Alunni del Sole              | Concerto/Fantasia                                                                                 |
| PA/NP 3230         | 1974             | Johnny Sax                   | Snoopy/Snoopy                                                                                     |
| PA/NP 3231         | 1974             | Alunni del Sole              | Jenny/Canzoni d'amore                                                                             |
| PA/NP 3235         | 1974             | Piergiorgio Farina           | In the Mood/Rock Around the Clock                                                                 |
| PA/NP 3236         | Novembre 1974    | Fabrizio De André            | La cattiva strada/Amico fragile                                                                   |
| PA/NP 3237         | 29 novembre 1974 | Alunni del Sole              | I tuoi silenzi/Poesia d'ottobre                                                                   |
| PA/NP 3241         | 1975             | Piergiorgio Farina           | Il padrino parte II°/Violino-ino                                                                  |
| PA/NP 3243         | 1975             | Morris Albert                | Feelings/Woman                                                                                    |
| PA/NP 3244         | 1975             | Maxophone                    | C'è un paese al mondo/Al mancato compleanno di una farfalla                                       |
| PA/NP 3245         | 1975             | Cappuccino                   | Banana Boat No More/Making Love (Concerns Only Us Two)                                            |
| PA/NP 3246         | 26 agosto 1975   | Alunni del Sole              | Pagliaccio/I mendicanti dell'amore                                                                |
| PA/NP 3248         | 1975             | Manuel De Sica               | Scivolare via/Preludio                                                                            |
| PA/NP 3249         | 1976             | Massimo Bubola               | I miei perché/Spalle dolci                                                                        |
| PA/NP 3250         | 1976             | Morris Albert                | Leave Me/A Kind of Love                                                                           |
| PA/NP 3251         | 1976             | Donatella Rettore            | Lailolà/La Berta                                                                                  |
| PA/NP 3252         | 1976             | Orchestra Spettacolo Casadei | Concerto popolare/Amico sole                                                                      |
| PA/NP 3253         | 1976             | Pino Donaggio                | L'equilibrista/Certe volte a Venezia                                                              |
| PA/NP 3256         | 1976             | Alunni del Sole              | Guardi me, guardi lui/Le maschere infuocate                                                       |
| PA/NP 3257         | 1976             | Cappuccino                   | Bye bye baby bella ciao/Hava negeela                                                              |
| PA/NP 3261         | 1977             | Gianni Togni                 | Ma tu non ci sei più/È con amore che ti parlo                                                     |
| PA/NP 3263         | 1977             | Johnny Sax                   | Emmanuelle 2 l'antivergine/Tara Tara                                                              |
| PA/NP 3264         | 1977             | Donatella Rettore            | Carmela/I suoi baci negli occhi                                                                   |
| PA/NP 3265         | 1977             | Piergiorgio Farina           | See You Later, Alligator/Il più bel giorno di settembre                                           |
| PA/NP 3266         | 1977             | Alunni del Sole              | 'A canzuncella/Scusa                                                                              |
| PA/NP 3267         | 1977             | Maxophone                    | Il fischio del vapore/Cono di gelato                                                              |
| PA/NP 3269         | 1977             | Gene Colonnello              | Io non ho che te/Da troppo tempo                                                                  |

### 45 giri - Serie Canadian-American
| Numero di catalogo | Anno | Interprete     | Titoli                                                                                        |
| ------------------ | ---- | -------------- | --------------------------------------------------------------------------------------------- |
| PA/CAN-NP 7019     | 1970 | Santo & Johnny | She Loves You/And I Love Her (ristampa dal catalogo Bluebell - Etichetta Canadian-American)   |
| PA/CAN-NP 7028     | 1970 | Santo & Johnny | Strangers in the Night/Girl (ristampa dal catalogo Bluebell - Etichetta Canadian-American)    |
| PA/CAN-NP 7029     | 1970 | Santo & Johnny | Maria, Maria/Ruby (ristampa dal catalogo Bluebell - Etichetta Canadian-American)              |
| PA/CAN-NP 7030     | 1970 | Santo & Johnny | Spanish Eyes/Canta ragazzina (ristampa dal catalogo Bluebell - Etichetta Canadian-American)   |
| PA/CAN-NP 7036     | 1970 | Santo & Johnny | Scandalo al sole/Only You (ristampa dal catalogo Bluebell - Etichetta Canadian-American)      |
| PA/CAN-NP 7037     | 1970 | Santo & Johnny | Love Is Blue/Hello Goodbye (ristampa dal catalogo Bluebell - Etichetta Canadian-American)     |
| PA/CAN-NP 7042     | 1970 | Santo & Johnny | Isadora/Street of Dark Flowers (ristampa dal catalogo Bluebell - Etichetta Canadian-American) |
| PA/CAN-NP 7043     | 1970 | Santo & Johnny | Midnight Cowboy/Wight Is Wight (ristampa dal catalogo Bluebell - Etichetta Canadian-American) |
| PA/CAN-NP 7045     | 1970 | Santo & Johnny | Indian Love Call/Release Me                                                                   |
| PA/CAN-NP 7046     | 1971 | Santo & Johnny | Love Story/When We Grow Up                                                                    |
| PA/CAN-NP 7047     | 1971 | Santo & Johnny | Adagio/Adagio                                                                                 |
| PA/CAN-NP 7048     | 1972 | Santo & Johnny | Il padrino (The Godfather)/Ciaikovskiana                                                      |
| PA/CAN-NP 7049     | 1972 | Santo & Johnny | Tema d'amore (Liszt)/Mozartiana                                                               |
| PA/CAN-NP 7051     | 1973 | Santo & Johnny | Ultimo tango a Parigi/I Know                                                                  |
| PA/CAN-NP 7053     | 1973 | Santo & Johnny | Vivi e lascia morire (007 Live and Let Die)/Lonely Guitar                                     |
| PA/CAN-NP 7054     | 1973 | Santo & Johnny | Piedone lo sbirro (Flat Feet)/Moon Dog                                                        |
| PA/CAN-NP 7055     | 1974 | Santo & Johnny | Papillon/Rag Man                                                                              |
| PA/CAN-NP 7057     | 1975 | Santo & Johnny | La canzone di Orlando/Am I Blue                                                               |
| PA/CAN-NP 7058     | 1975 | Santo & Johnny | Senza perdono/Come Back Soldiers                                                              |
| PA/CAN-NP 7059     | 1975 | Santo & Johnny | Feelings/Senza età                                                                            |
| PA/CAN-NP 7060     | 1976 | Santo & Johnny | The Veil/Nuovo mondo                                                                          |
| PA/CAN-NP 7062     | 1977 | Santo & Johnny | Gay/Long Island Sound                                                                         |